# Taizicheng

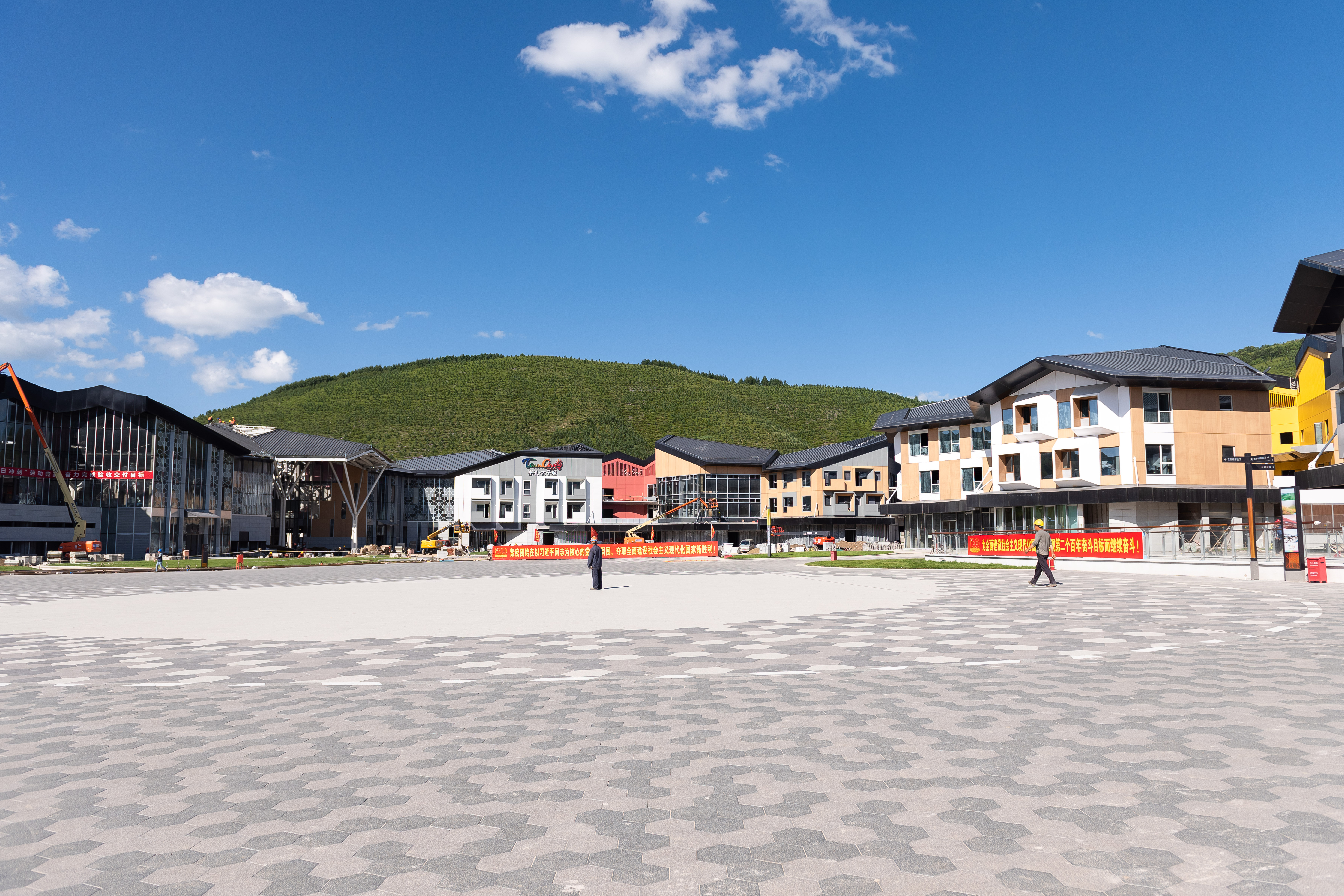
Taizicheng

Taizicheng (en chinois :  太子城) est une station de sports d'hiver chinoise située à 1600 m d'altitude faisant partie du bourg de Sitaizui dans la ville-préfecture de Zhangjiakou (Hebei). Elle a été développée pour les Jeux olympiques d'hiver de 2022 et comporte notamment le complexe Genting Secret Garden, ouvert officiellement en 2012. Situé au nord de la station, il a déjà accueilli de nombreuses compétitions et notamment des épreuves de coupes du monde de snowboard. Côté sud, le complexe de Thaiwoo a ouvert en 2015 et a depuis lors régulièrement organisé des épreuves de ski de bosses comptant pour la coupe du monde. Côté est, un centre de ski nordique a été construit spécialement pour les Jeux de 2022 à Guyangshu pour le ski de fond, le biathlon et le saut à ski avec le tremplin du «Ruyi des neiges», le centre national de saut à ski. C'est la seule station à fournir des installations de ski de fond dans une région qui ne propose habituellement que du ski alpin.
Depuis le 30 décembre 2019, Taizicheng est reliée directement à la capitale par une branche de la ligne ferroviaire à grande vitesse Pékin - Zhangjiakou qui parcourt les 177 km en près de 45 minutes. Auparavant, le trajet par la route nécessitait près de 4 heures.

## Palais impérial
Taizicheng signifie «Ville du prince héritier» et des fouilles archéologiques menées entre mai et novembre 2017 ont permis de mettre au jour les vestiges d'un palais impérial de la dynastie Jin (1115-1234). On pense qu'il s'agissait du palais d'été de l'empereur Zhangzong (r. 1189-1208), qui est nommé palais Taihe dans l'Histoire des Jin.
En vue de l'aménagement de la région de Taizicheng comme site de ski pour les Jeux olympiques d'hiver de 2022, une étude archéologique de l'ensemble du village (couvrant 6400 m²) ainsi que des fouilles de sites d'intérêt ont été réalisées de mai à novembre 2017. La principale découverte a été un établissement rectangulaire entouré de murs, d'environ 400 mètres de long (du nord au sud) et d'environ 350 mètres de large (d'est en ouest), couvrant 140 000 m². L'établissement comprenait un réseau de routes centrées sur une artère principale en forme de T. 28 bâtiments ont été identifiés dans l'établissement, le plus grand étant situé à 75 m au nord de la porte sud et comprenant quinze pièces. Les matériaux de construction mis au jour comprenaient des briques, des tuiles vernissées et non vernissées, des tuiles faîtières et des ornements de toit en forme de dragon, de phénix et de Kalaviṅka (en). 

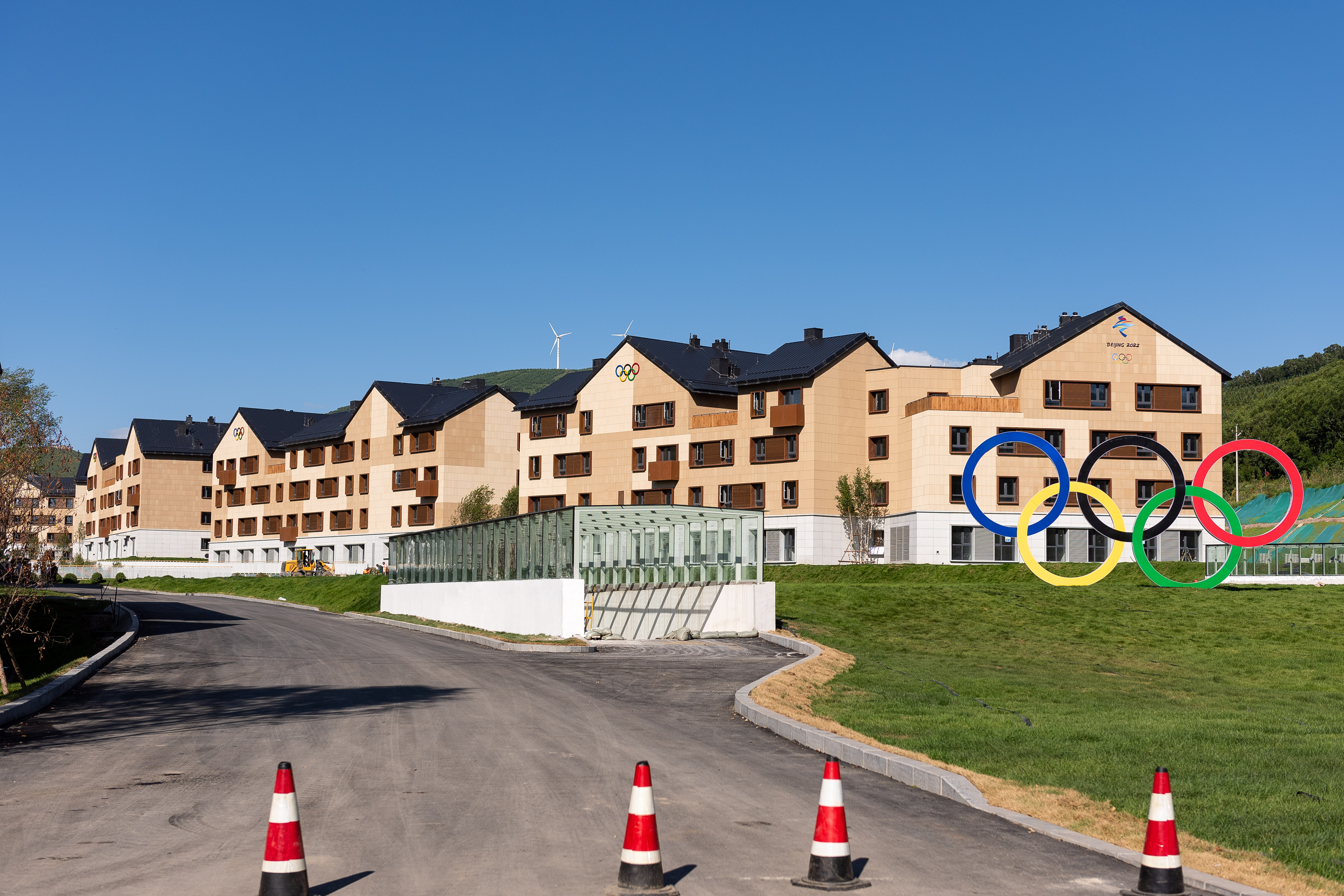
Le village olympique
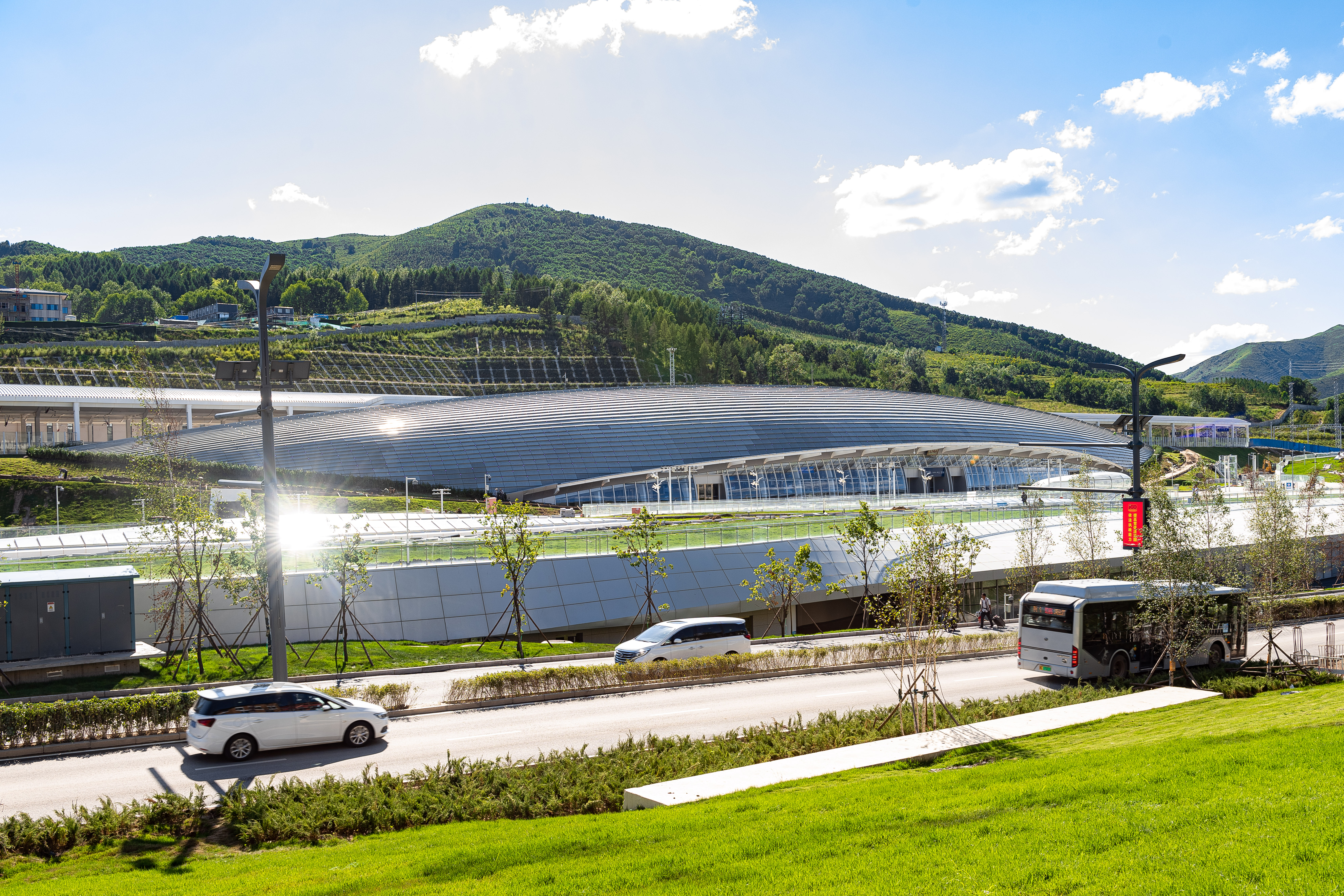
La gare de Taizicheng (en)
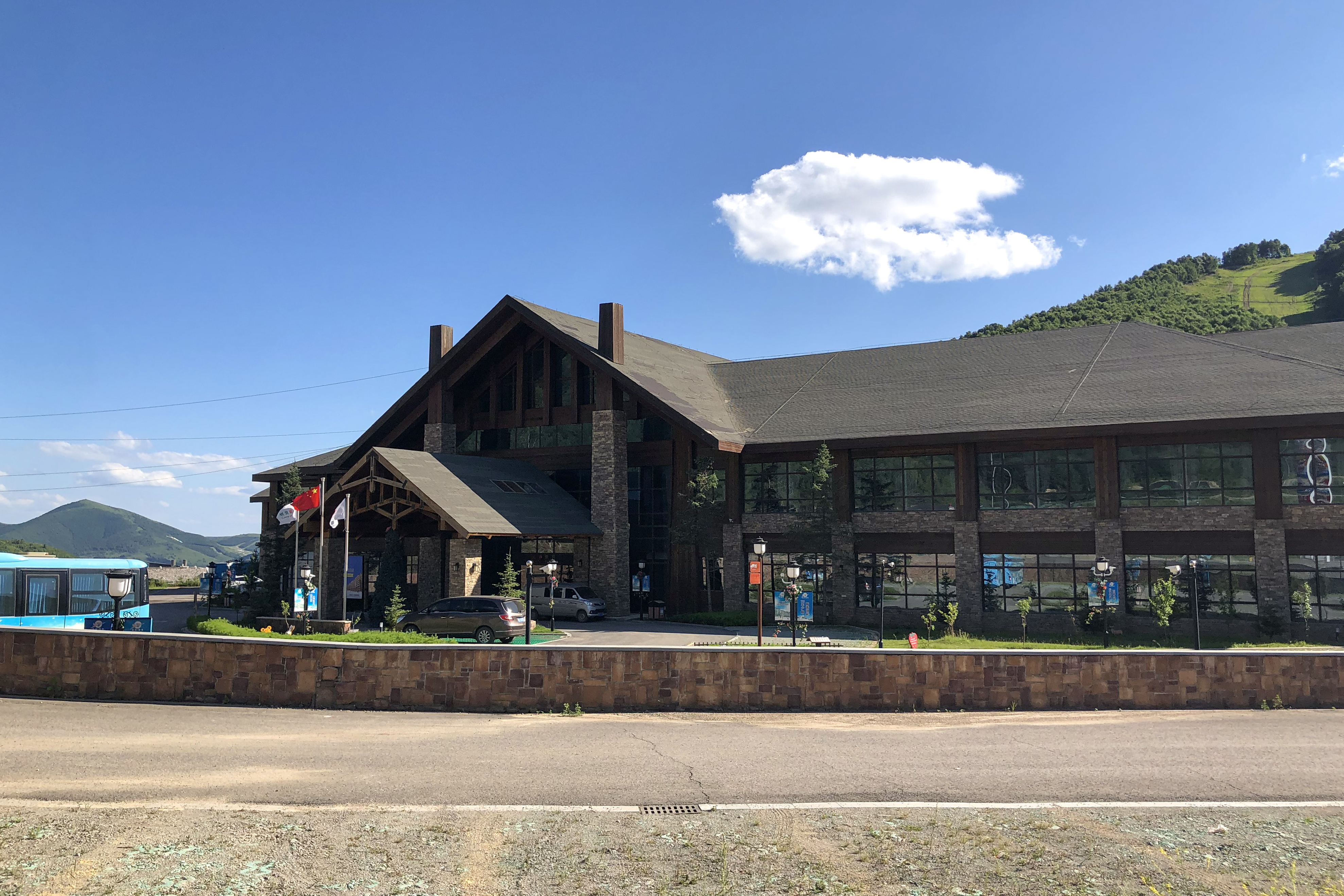
Genting Secret Garden